# Hesja-Kassel

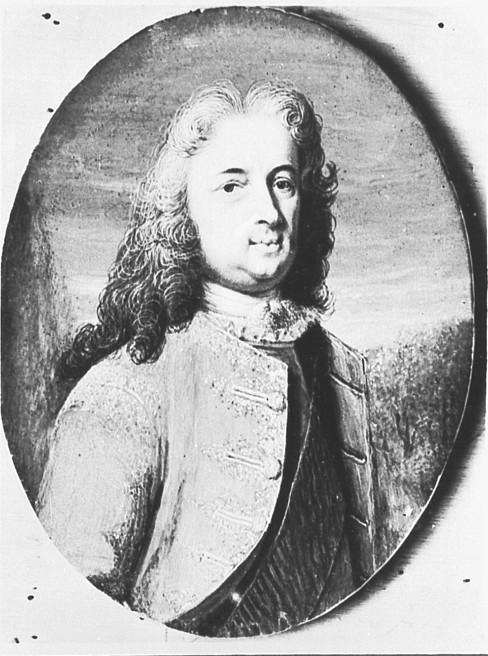
Karol I Heski

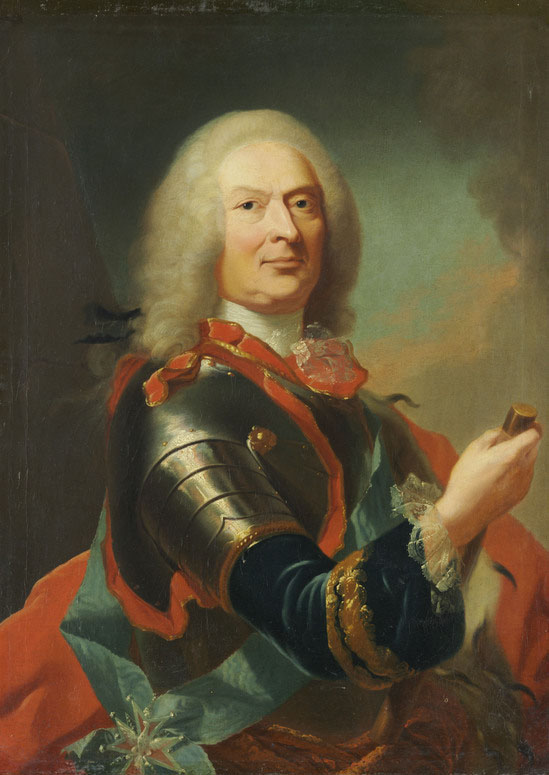
Wilhelm VIII Heski

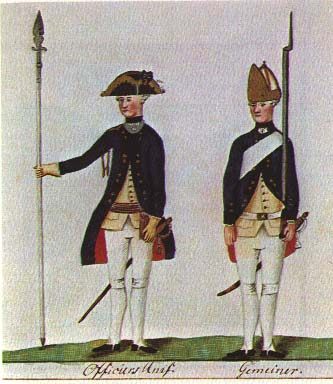
Pułk Fizylierów von Knyphausen w 1783 – oficer i szeregowiec

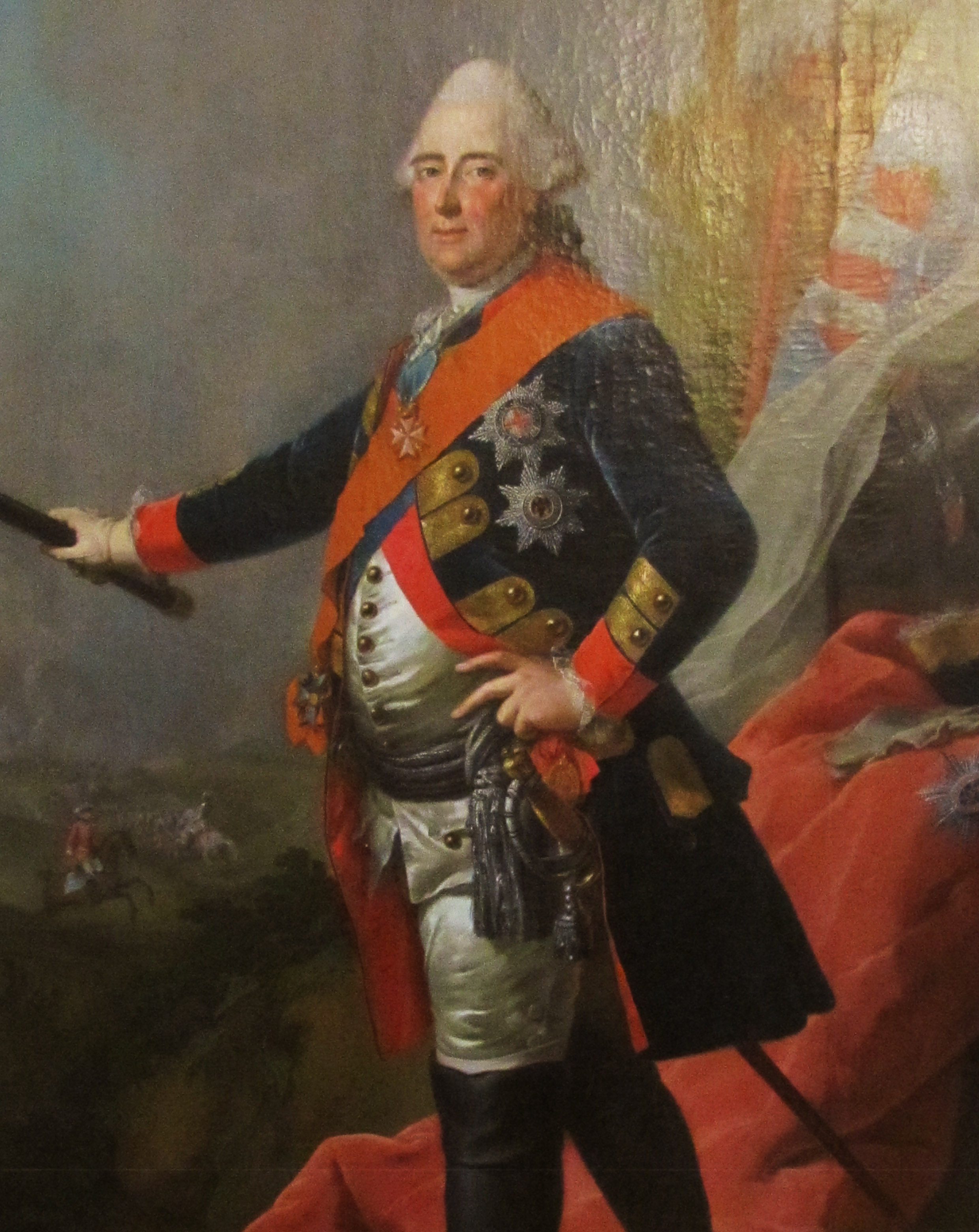
Fryderyk II Heski

Landgrafostwo Hesji-Kassel (niem. Landgrafschaft Hessen-Kassel w skrócie Hesja-Kassel) – było państwem wchodzącym w skład Świętego Cesarstwa Rzymskiego. Państwo to powstało w 1567 roku w następstwie śmierci ostatniego landgrafa Hesji Filipa Wielkodusznego, który rządzone przez siebie terytoria podzielił między swoich czterech synów. Najstarszy syn Wilhelm IV Mądry odziedziczył północną część ze stolicą w Kassel. Pozostali synowie otrzymali Hesję-Marburg, Hesję-Rheinfels i Hesję-Darmstadt. Na dwa lata przed wcieleniem do Prus, w 1864 roku, w Hesji-Kassel na powierzchni 9581 km² żyło 745 063 mieszkańców.

## Historia

### do XVI wieku
Heska dynastia pochodzi ze środowisk głęboko związanych z religią protestancką. Zarówno Filip Wielkoduszny, Wilhelm V, jak i Maurycy poślubili potomkinie króla Czech Jerzego z Podiebradów, pierwszego w Europie władcy, który odrzucił wiarę katolicką. Począwszy od Wilhelma VI matki władców Hesji-Kassel zawsze były potomkiniami Wilhelma Cichego, zarówno przywódcy Holendrów podczas ich walki o niepodległość, jak i opoki holenderskiego kalwinizmu.

### XVII wiek
Hesja-Kassel powiększyła swój obszar w 1604 roku po tym, jak Maurycy Uczony odziedziczył po bezpotomnej śmierci swego wuja i władcy Hesji-Marburg Ludwika IV część jego księstwa z Marburgiem. Reszta dostała się władcy Hesji-Darmstadt.
Podczas wojny trzydziestoletniej kalwińska Hesja-Kassel okazała się najwierniejszym z niemieckich sojuszników Szwecji. Landgraf Wilhelm V, a po jego śmierci w 1637 roku wdowa po nim Amalia z Hanau (wnuczka Wilhelma Cichego) jako regentka, wspierali stronę protestancką oraz Francję i Szwecję poprzez utrzymywanie silnej armii, garnizonów w licznych twierdzach, i to nawet w czasie, gdy sama Hesja-Kassel okupowana była przez wojska cesarskie. Następcą Wilhelma V został Wilhelm VI, a po nim panował Wilhelm VII.

### XVIII wiek
Karol I Heski był władcą landgrafstwa Hesji-Kassel w latach 1670–1730. Pod rządami Karola miasto Kassel zostało odbudowane ze zniszczeń jakie przyniosła z sobą wojna trzydziestoletnia. Gdy w 1685 roku król Francji Ludwik XIV odwołał Edykt nantejski, do landgrafstwa napłynęli hugenoci. Karol zagwarantował im wolność kultu i wyznania. Około 4000 hugenotów osiedliło się w Kassel. Specjalnie dla nich zbudował miasto Sieburg (dziś Bad Karlshafen) w 1699 roku. Dostali kartę 10 praw specjalnie dla nich i autonomię administracyjną. Karol dbał o przemysł metalowy, obróbkę i wydobycie żelaza. był zwolennikiem merkantylizmu, więc popierał protekcjonizm handlowy i manufaktury. Stworzył w Kassel fabrykę przedmiotów z mosiądzu – „Messinghof”. Był to pierwszy zakład metalurgiczny landgrafstwa. Interesował się też archeologią. Brał udział w wykopaliskach w 1709 roku w Mader Heiden, jednych z pierwszych naukowych wykopalisk zorganizowanych w Niemczech.
Podczas panowania Fryderyka I Hesja-Kassel w latach 1730–1751 znajdowała się w unii personalnej ze Szwecją. Wilhelm VIII Heski rządził landgrafstwem w latach 1751–1760. Wilhelm de facto sprawował władzę o wiele dłużej, gdyż już w latach 1730–1751 zastępował oficjalnie panującego landgrafa (w latach 1730–1751), swojego starszego brata Fryderyka I, który jako król Szwecji (od 1720 roku) musiał przebywać w Sztokholmie.
Gdy końca dobiegła wojna siedmioletnia, Fryderyk II Heski starał się wzmocnić Hesję-Kassel gospodarczo. Zakładał manufaktury i magazyny. W 1779 roku założył pierwsze publicznie dostępne muzeum Fridericianum w Kassel, a jeszcze dwa lata przedtem, w roku 1777 Akademię nauk (Kunsthochschule Kassel). Chociaż w XVII i XVIII wieku często spotykaną praktyką wśród ówczesnych monarchów było wypożyczanie swych oddziałów wojskowych, to jednak szczególnie zasłynęli na tym polu landgrafowie Hesji-Kassel, którzy wyjątkowo często w zamian za pieniądze wypożyczali swoje kontyngenty wojskowe innym państwom. Najbardziej znany jest fakt wypożyczenia znakomicie wyposażonych i wyszkolonych wojsk heskich przez landgrafa Fryderyka II swemu siostrzeńcowi, królowi Wielkiej Brytanii Jerzemu III, by pomogły przywrócić do posłuszeństwa amerykańskie kolonie podczas amerykańskiej wojny o niepodległość. Uzyskane z tego tytułu pokaźne środki finansowe Fryderyk użył do utrzymania swego świetnego dworu i wystawnego trybu życia.

### XIX wiek
W roku 1803, w następstwie reorganizacji na terenie Rzeszy Niemieckiej podczas tzw. Reichsdeputationshauptschluss, landgrafostwo Hesji-Kassel zostało wyniesione do poziomu księstwa, a landgraf Wilhelm IX został jednym z cesarskich elektorów (Kurfürst) i od tego momentu panował jako nowy heski książę-elektor Wilhelm I.